# Абдон и Сеннен
Абдон (Авдо́н) и Сеннен  (лат.  Abdon et Sennes, III век, род. Персия — III век, Рим, Италия) — христианские святые, мученики, покровители города Каласпарра.

## Агиография
Из латинских агиографических источников известно, что святые Абдон и Сеннен были освобождёнными рабами, происходившими из Персии. Абдон и Сеннен приняли в Риме христианство и погибли за исповедание своей веры мученической смертью в середине третьего века во время правления императора Деция.

## Прославление
Известно, что они были похоронены 30 июля в катакомбах Понциана на Via Portuensis. Римский Тридентский Календарь упоминает празднование их памяти как факультативное, в 1962 году ранг их литургической памяти был повышен на праздник.
Житие Абдона и Сеннена было написано в девятом веке. Оно рассказывает, что их тела были захоронены дьяконом Квирином. Была найдена их могила с фреской седьмого века, изображающая святых Абдона и Сеннена.
Мощи святых Абдона и Сеннена находятся в римской церкви Св. Марка.
День памяти в Католической и Православной Церкви — 30 июля.